# Никола дьо Майи
Никола дьо Майи (на френски: Nicolas de Mailly) е френски рицар и барон на Латинската империя, участник в Четвъртия кръстоносен поход.
Той е роден около 1160 г. в Майи, област Амиен, Франция. Син е на Готие, барон на Майи и Амели дьо Бомон. Никола дьо Майи приема кръста и през 1202 г. заедно с малък контингент от фламандски рицари отплава от Марсилия за Светите земи. Той, заедно с Жан II дьо Нел и Тиери Фландърски, незаконен син на граф Филип Фландърски е един от тримата командири на фламандския флот. Междувременно основните сили на похода, под натиска на Венецианската република, на чийто флот разчитат за придвижването си, нападат далматинското пристанище Зара, а впоследствие превземат Константинопол. Несле, Майи и Тиери не се присъединяват към похода, а флотът им продължава за Акра в Палестина. В Светите земи кръстоносците воюват както със сарацините, така и в междуособната война между арменския крал Левон и Боемунд IV, принц на Антиохия и граф на Триполи. През 1204 г. между мюсюлмани и християни е сключен десетгодишен мир и много от дошлите в Светите земи кръстоносци решават да се присъединят към новосъздадената Латинска империя. Жан II де Нел се завръща във Франция, но останалите двама командири на фламандския флот – Тиери Фландърски и Никола дьо Майи заминават за Константинопол, където се поставят в услуга на новоизбрания император Балдуин I. През 1205 г. под командването на Анри Фландърски, Никола дьо Майи воюва срещу никейците в Мала Азия и взима участие в битката при Адрамит. След разгрома при Адрианопол и пленяването на Балдуин е изпратен от новия император Анри да търси помощ от Ватикана и графство Фландрия. Завърнал се в Константинопол заедно с подкрепления към 1207г. През 1208 г. в битката при Пловдив се отличава в атаката срещу отряда на българския цар Борил. През 1209 г. Никола дьо Майи е един от тримата латински барони, заедно с Конон дьо Бетюн и Пиер дьо Дуе, които император Анри изпраща да защитават Деметрий Монфератски, владетел на Солунското кралство. Никола дьо Майи вероятно умира през 1212 г.